# Ance Féas
Ance Féas község Franciaország Új-Aquitania régiójában, Pyrénées-Atlantiques megyében. Új községként 2017. január 1-jén jött létre Féas és Ance korábbi község egyesítésével. 
Az egyesüléskor az új község lélekszáma 671 fő lett. Lakosainak száma 619 fő (2022. január 1.).

## Népesség
| Lakosok száma | 627  | 612  | 613  | 615  | 615  | 614  | 619  |
|               | 2015 | 2017 | 2018 | 2019 | 2020 | 2021 | 2022 |